# Menkea australis
Menkea australis là một loài thực vật có hoa trong họ Cải. Loài này được Lehm. mô tả khoa học đầu tiên năm 1843.